# Опресняване на вода
Опресняване на водата се нарича процесът на отделяне на съдържащите се в нея разтворени соли с цел да се направи тя пригодна за пиене или за определени технически задачи.
За да бъде пригодна за пиене, съдържанието на соли във водата трябва да е не повече от 1 g/l. Затова при опресняването на вода (най-често морска вода) основна задача е да се намали нейната излишна соленост. Това се постига с различни методи:
- изпарение (дестилация), в това число:
  - обикновена дестилация
  - многостадийна флаш-дестилация
  - дестилация при ниско налягане (вакуумна дестилация)
  - термокомпрессионна дестилация
- замразяване[1],
  - чрез газови хидрати
- йонен обмен
- електродиализа
- осмоза
- обратна осмоза
- хидродинамично разделение (сепарация).

В проучвателен стадий:
- електрохимичен метод (англ. Electrochemically Mediated Seawater Desalination) [2]